# Dako
Dako é uma marca de eletrodomésticos, atualmente pertencente a Atlas. Fundada em 16 de novembro de 1935, foi, no passado, uma empresa brasileira fabricante de fogões domésticos, seu produto mais lembrado e pelo qual foi premiada por anos no Top of Mind, além de outros eletrodomésticos.
Após se fundir a operação brasileira da GE em 1996 e ser vendida ao grupo mexicano Mabe em 2004, a Dako, junto com a Mabe, teve a falência decretada pela justiça em 2016. No mesmo ano, a sueca AB Electrolux comprou a marca, repassou a Dako para a Atlas Eletrodomésticos no ano seguinte.

## Histórico

### Fundação
Joaquim Gabriel Penteado adquire em 16 de novembro de 1935, uma fábrica paulista de fogões do italiano Heitor Dácomo. Deste primeiro proprietário vem o nome Dako. Penteado cria a Sociedade Dako do Brasil, que mantinha no início uma produção mensal de 35 fogões a carvão, os fogões Piloto.

### Crescimento e consolidação
Em 1941, a produção passava de quarenta fogões, e com a criação da Companhia Siderúrgica Nacional em 1946, a dependência dos manufaturados estrangeiros diminui, permitindo ampliar a produção. Em 1947, a Dako se muda para Campinas e começa a fazer fogões populares à lenha. Estes fogões e o Piloto serviam também de aquecedor.

Indústria e Comércio Dako do Brasil S.A., em Campinas (1974)

No fim da década, surgem os primeiros fogões elétricos da Dako. A crise energética da década seguinte levou a produção de um fogão de querosene adaptado a realidade nacional, com o controle do fluxo do combustível com gotas, o que levou o fogão a ficar conhecido como pinga-pinga. Foi um grande sucesso, e a Dako passou a produzir cem fogões por dia.
Também na década seguinte, o GLP passa a ser produzido pela Petrobrás, e a Dako passa a produzir fogões adaptados ao gás de cozinha, como ficou conhecido. Em 1957, a produção era de 7500 fogões por mês, logo chegando a dez mil. O fogão Palace Hotel, lançado em 1959, ganhou fama rapidamente pela qualidade.
A empresa continuou crescendo pelas décadas seguintes, ganhando fama e lançando novos produtos: os fogões Vedete (1965), a segunda versão do Palace Hotel (1970), o Vedete Floral (1972) e o Comodore Palace Hotel (1979). O primeiro Palace Hotel deixa de ser produzido em 1978, com  42.000 fogões sendo produzidos ao mês.
Nos anos 1980, a Dako já era a maior indústria de fogões a gás da América Latina, mantendo-se relevante. Em 1990, inaugura um novo parque fabril de 130.000m² em Campinas. Nos anos seguintes, começa a produzir também depuradores e geladeiras. Em 1995, o faturamento da Dako era de 248 milhões de dólares e 53,6 milhões de dólares de patrimônio líquido, tendo 32% de participação mercado nacional de fogões.

### GE e Mabe
Em 1996, a General Eletric (GE) do Brasil e a Dako fundiram suas operações. A família Penteado seguiu na nova fase da empresa.
Em 2004, o grupo mexicano Mabe compra a Dako e assume a marca GE, colocando ambas no seu portfólio de marcas no Brasil e criando a operação brasileira Mabe Brasil. A Mabe também comprou a parte de eletrodomésticos da CCE e mais tarde compraria a concorrente da Dako, Continental.

Em 2013, a Mabe Brasil entrou com pedido de recuperação judicial. Dois anos antes, os produtos da Continental já haviam parado de ser produzidos, e a situação financeira não melhorou com o tempo. Em 2016, a matriz mexicana entrou em crise e a filial brasileira foi declarada falida.

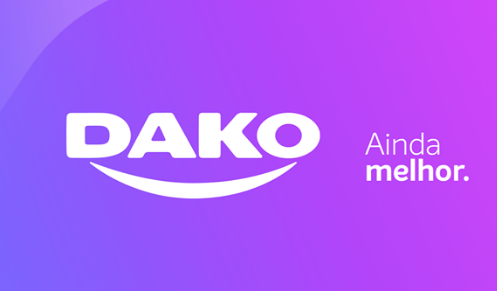
Novo logo da marca, pertencente a Atlas Eletrodomésticos

### Electrolux e Atlas
Com a falência da operação brasileira da Mabe, a empresa se retira do Brasil, e a Electrolux compra duas das marcas da empresa, a Dako e a Continental, em leilão homologado em outubro de 2016. Na época, a Electrolux pagou 70 milhões de reais pela propriedade intelectual. Tendo ficado com a Continental para usa-la de marca popular e reposicionar a marca Electrolux para produtos mais sofisticados, a marca Dako foi revendida para a empresa brasileira Atlas Eletrodomésticos em 2017, com um valor não revelado.

## Produtos
Os fogões sempre foram o principal produto da Dako, mas a empresa atuou em vários eletrodomésticos da chamada Linha Branca, como depuradores, geladeiras e fornos. Atualmente, a Dako produz apenas fornos, cooktops e fogões.
A Atlas, dona da marca desde 2017, tem a intenção de voltar a marca Dako para seus fogões mais sofisticados, com a marca própria da empresa se voltando aos populares.

## Cultura popular
Dako é bom, um funk criado pelo DJ Márcio dos Santos e por MC Bolete em 2004, usa da fama da marca e de seus fogões para inspirar a letra de duplo sentido. Cantada por Tati Quebra-Barraco, irmã de Márcio, que a colocou em seu álbum Boladona, a música virou um sucesso e a Dako chegou a entrar em contato com os compositores, mas concluiu que a música não oferecia risco à marca, mas também preferiu não usa-la como jingle.